# Језеро Мисула
Језеро Мисула било је праисторијско проглацијално језеро смештено у западном делу Монтане. Постојало је периодично при крају последњег леденог доба, негде између пре 15 000 и 13 000 година. Његова површина износила је 7 770 km² и садржало је око 2 100 km3 воде, што је упола мање од запремине језера Мичиген.